# Список парусно-гребных канонерских лодок Российского императорского флота

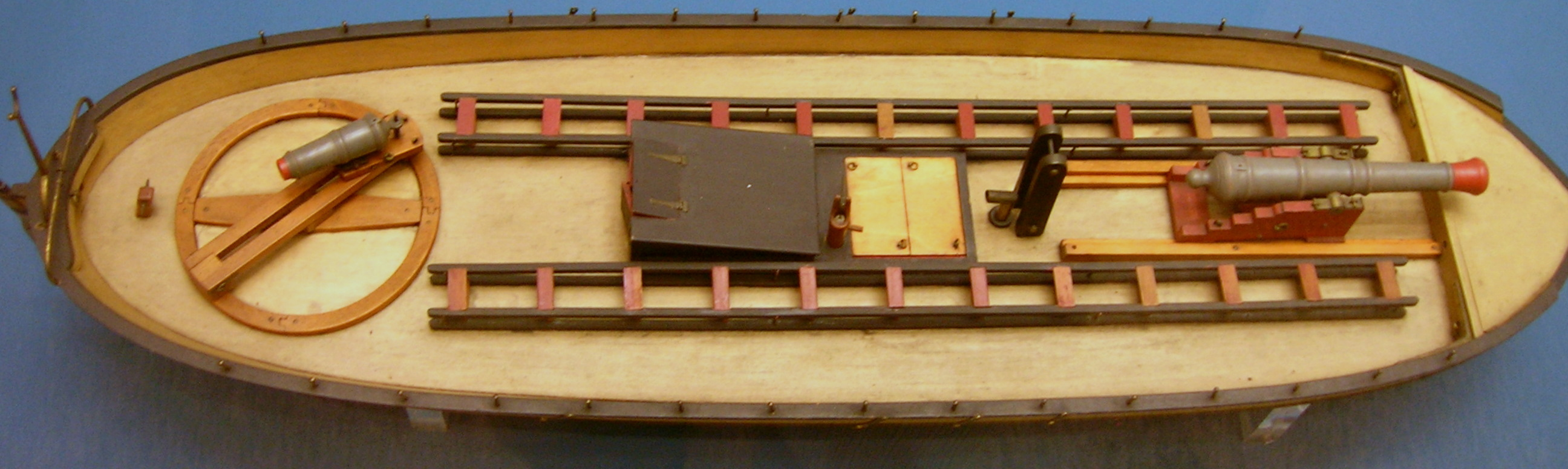
Модель канонерской лодки с 24-фунтовой пушкой и карронадой, 1808 год

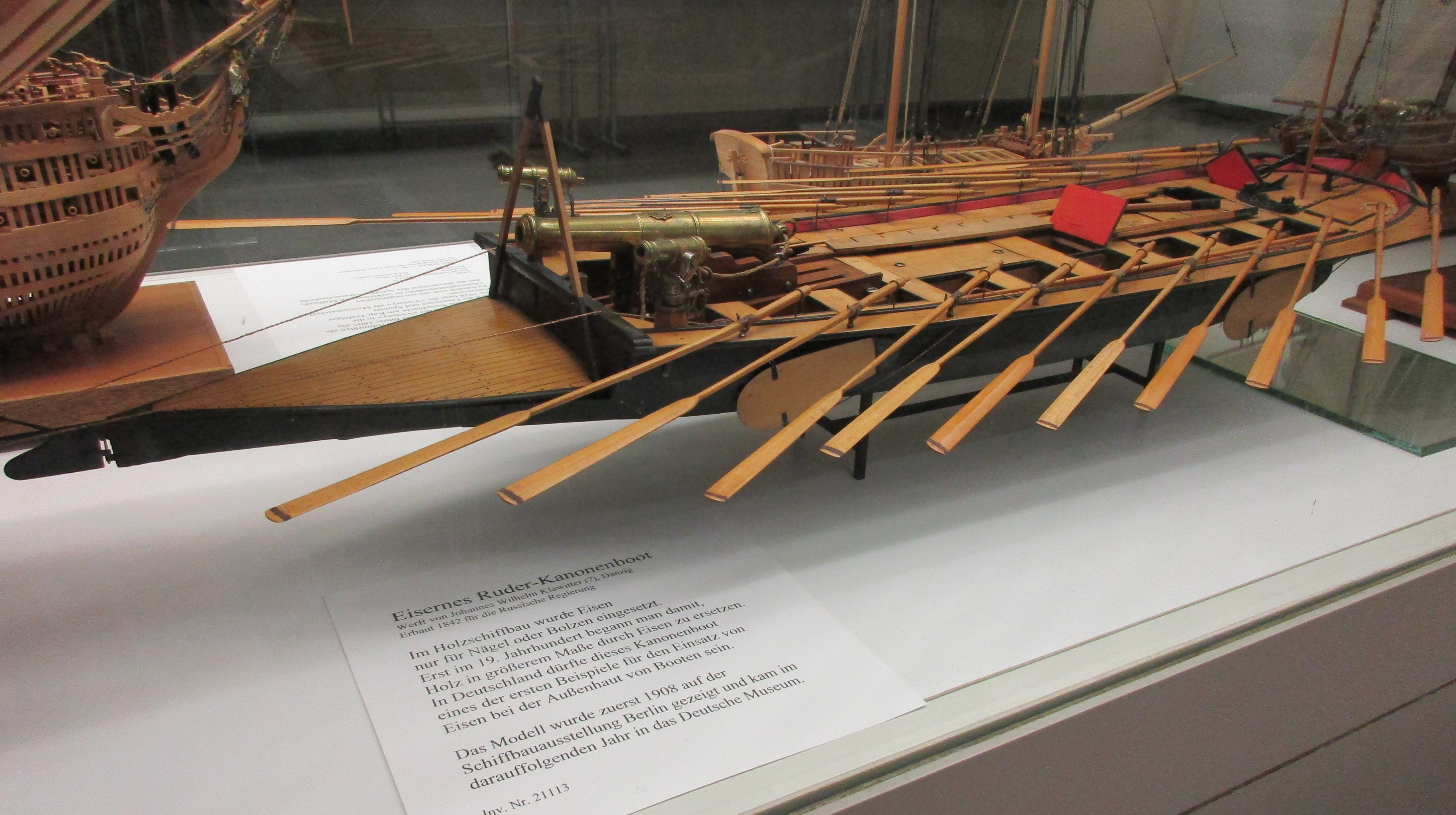
Гребная канонерская лодка с железным корпусом, построенная в 1842 году в Данциге на верфи Иоганна Вильгельма Клавиттера по заказу правительства Российской Империи и вооружённая 3 носовыми и 1 кормовым орудием. Модель из Немецкого Музея, Мюнхен, Германия

В список включены парусно-гребные канонерские лодки, состоявшие на вооружении Российского императорского флота.
Парусно-гребные канонерские лодки представляли собой небольшие артиллерийские суда, вооружавшиеся небольшим количеством крупнокалиберной артиллерии и предназначавшиеся для участия в боевых действиях на реках, озёрах, в прибрежных морских районах и шхерах. В составе российского флота суда этого типа появились во время русско-шведской войны 1788—1790 годов. В связи с тем, что канонерские лодки оказались наиболее эффективными гребными судами, со временем они заменили в составе флота прочие гребные суда, предназначавшиеся для выполнения схожих задач, и составили основу гребного флота России. Российские лодки по большей части имели от 7 до 15 банок и были вооружены от 1 до 3 крупнокалиберных пушек, также для защиты многие из них вооружались фальконетами. В разное время размеры и конструкции лодок были различны, в связи с чем они могли быть оснащены от 1 до 3 мачт с косым парусным вооружением, на более поздних лодках мачты могли быть складными.
До появления судов, оснащенных паровыми двигателями, парусно-гребные канонерские строились в больших количествах. Во время Крымской войны началось строительство паровых канонерских лодок, которые пришли на замену парусно-гребным.

## Легенда
Список судов разбит на разделы по флотам, внутри разделов суда представлены в порядке очерёдности включения их в состав флота, в рамках одного года — по алфавиту, для однотипных канонерских лодок, приведённых по количеству и одному году постройки — по времени вывода их из состава флота. Ссылки на источники информации для каждой строки таблиц списка и комментариев, приведённых к соответствующим строкам, сгруппированы и располагаются в столбце Примечания.
Таблица:
- Наименование — имя судна, в случае если оно не сохранилось, указывается количество однотипных судов.
- Количество орудий — количество артиллерийских орудий, установленных на судне. В случае, если судно в разное время было вооружено различным количеством орудий, значения указываться через знак «/».
- Размер — длина и ширина судна в метрах.
- Осадка — осадка судна (глубина погружения в воду) в метрах.
- Экипаж — общее количество членов экипажа.
- Банки — количество скамей для гребцов.
- Верфь — верфь постройки судна.
- Корабельный мастер — фамилия мастера, построившего судно.
- История службы — основные места, даты и события.
- н/д — нет данных.

Сортировка может проводиться по любому из выбранных столбцов таблиц, кроме столбцов История службы и Примечания.

## Список лодок Балтийского флота
В разделе приведены все канонерские лодки, входившие в состав Балтийского флота России.
| Название              | Ор.                                                      | Размер                                                   | Ос.                                                      | Банки                                                    | Эк.                                                      | Верфь                                                                                   | Мастер                                                                                  | Вх.  | Вых.                | История службы | Прим.                |
| --------------------- | -------------------------------------------------------- | -------------------------------------------------------- | -------------------------------------------------------- | -------------------------------------------------------- | -------------------------------------------------------- | --------------------------------------------------------------------------------------- | --------------------------------------------------------------------------------------- | ---- | ------------------- | --- | -------------------- |
| 1 лодка               | 8                                                        | 20,7 х 4,6                                               | 1,5                                                      | 15                                                       | 70                                                       | Галерная верфь                                                                          | М. Сарычев                                                                              | 1788 | 1790/ 1799          | Принимали участие в русско-шведской войне 1788—1790 годов. 4 лодки пропали без вести во время войны в 1790 году, остальные 17 по окончании службы были разобраны в Роченсальме. | [ 2 ] [ 3 ] [ 4 ]    |
| 20 лодок              | 8                                                        | 20,7 х 4,6                                               | 1,5                                                      | 15                                                       | 70                                                       | Волховская верфь                                                                        | Сведений о корабельных мастерах не сохранилось.                                         | 1788 | 1790/ 1799          | Принимали участие в русско-шведской войне 1788—1790 годов. 4 лодки пропали без вести во время войны в 1790 году, остальные 17 по окончании службы были разобраны в Роченсальме. | [ 2 ] [ 3 ] [ 4 ]    |
| 1 лодка               | 1                                                        | 19,2 х 4,6                                               | 1,5                                                      | 10                                                       | 50                                                       | Галерная верфь                                                                          | М. Сарычев                                                                              | 1788 | 1790/ 1806          | Принимали участие в русско-шведской войне 1788—1790 годов. 2 лодки пропали без вести во время войны в 1790 году, остальные 9 по окончании службы были разобраны в гребном порту. | [ 2 ] [ 3 ] [ 4 ]    |
| 10 лодок              | 1                                                        | 19,2 х 4,6                                               | 1,5                                                      | 10                                                       | 50                                                       | Волховская верфь                                                                        | Сведений о корабельных мастерах не сохранилось.                                         | 1788 | 1790/ 1806          | Принимали участие в русско-шведской войне 1788—1790 годов. 2 лодки пропали без вести во время войны в 1790 году, остальные 9 по окончании службы были разобраны в гребном порту. | [ 2 ] [ 3 ] [ 4 ]    |
| 1 лодка               | 1                                                        | 13,8 х 4,3                                               | 1,4                                                      | 9                                                        | 44                                                       | Галерная верфь                                                                          | М. Сарычев                                                                              | 1788 | 1800                | Принимали участие в русско-шведской войне 1788—1790 годов. 7 лодок были по суше перевезены в Вильманстранд, остальные 4 по окончании службы были разобраны в гребном порту. | [ 2 ] [ 3 ] [ 4 ]    |
| 10 лодок              | 1                                                        | 13,8 х 4,3                                               | 1,4                                                      | 9                                                        | 44                                                       | Волховская верфь                                                                        | Сведений о корабельных мастерах не сохранилось.                                         | 1788 | 1800                | Принимали участие в русско-шведской войне 1788—1790 годов. 7 лодок были по суше перевезены в Вильманстранд, остальные 4 по окончании службы были разобраны в гребном порту. | [ 2 ] [ 3 ] [ 4 ]    |
| 3 лодки               | 2                                                        | Сведений о конструкции канонерских лодок не сохранилось. | Сведений о конструкции канонерских лодок не сохранилось. | Сведений о конструкции канонерских лодок не сохранилось. | Сведений о конструкции канонерских лодок не сохранилось. | Захвачены в первом Роченсальмском сражении гребной эскадрой принца Карла Нассау-Зигена. | Захвачены в первом Роченсальмском сражении гребной эскадрой принца Карла Нассау-Зигена. | 1789 | 1796                | Одна из лодок в 1796 году сгорела в Главном галерном порту. Сведений о службе двух остальных лодок не сохранилось. | [ 5 ] [ 6 ] [ 7 ]    |
| 10 лодок              | 2                                                        | 18,3 х 4,6                                               | 1,2                                                      | н/д                                                      | н/д                                                      | Ревельская верфь                                                                        | Сведений о корабельных мастерах не сохранилось.                                         | 1789 | н/д                 | Принимали участие в русско-шведской войне 1788—1790 годов. | [ 2 ] [ 4 ] [ 6 ]    |
| 9 лодок               | 2                                                        | 16 х 4                                                   | 1,5                                                      | н/д                                                      | н/д                                                      | Вильманстандская верфь                                                                  | Сведений о корабельных мастерах не сохранилось.                                         | 1789 | н/д                 | Во время русско-шведской войны 1788—1790 годов принимали участие в боевых действиях на озере Сайма. | [ 2 ] [ 4 ] [ 6 ]    |
| 7 лодок               | 2/6                                                      | 18,9 х 4,3                                               | 1,5                                                      | 14                                                       | н/д                                                      | Фридрихсгамская верфь                                                                   | Сведений о корабельных мастерах не сохранилось.                                         | 1790 | 1796                | Принимали участие в русско-шведской войне 1788—1790 годов. Сгорели 25 мая (5 июня) 1796 года в Гребном порту от удара молнии. | [ 2 ] [ 4 ] [ 6 ]    |
| 4 лодки               | 2/6                                                      | 18,9 х 4,3                                               | 1,5                                                      | 14                                                       | н/д                                                      | Фридрихсгамская верфь                                                                   | Сведений о корабельных мастерах не сохранилось.                                         | 1790 | 1800                | Принимали участие в русско-шведской войне 1788—1790 годов. По окончании службы были разобраны в Главном гребном порту. | [ 2 ] [ 4 ] [ 6 ]    |
| 8 лодок               | 2/6                                                      | 18,9 х 4,3                                               | 1,5                                                      | 14                                                       | н/д                                                      | Фридрихсгамская верфь                                                                   | Сведений о корабельных мастерах не сохранилось.                                         | 1790 | 1805                | Принимали участие в русско-шведской войне 1788—1790 годов. По окончании службы были разобраны в Роченсальме. | [ 2 ] [ 4 ] [ 6 ]    |
| 12 лодок              | 2/6                                                      | 18,9 х 4,3                                               | 1,5                                                      | 14                                                       | н/д                                                      | Фридрихсгамская верфь                                                                   | Сведений о корабельных мастерах не сохранилось.                                         | 1790 | н/д                 | Принимали участие в русско-шведской войне 1788—1790 годов. По окончании службы в качестве канонерских лодок были переоборудованы в транспортные, так называемые «перевозные», суда. | [ 2 ] [ 4 ] [ 6 ]    |
| 9 лодок               | 2/6                                                      | 18,9 х 4,3                                               | 1,5                                                      | 14                                                       | н/д                                                      | Фридрихсгамская верфь                                                                   | Сведений о корабельных мастерах не сохранилось.                                         | 1790 | н/д                 | Принимали участие в русско-шведской войне 1788—1790 годов. | [ 2 ] [ 4 ] [ 6 ]    |
| 15 лодок              | 2                                                        | 14 х 2,7                                                 | 1,5                                                      | н/д                                                      | н/д                                                      | Вильманстандская верфь                                                                  | Сведений о корабельных мастерах не сохранилось.                                         | 1790 | н/д                 | Во время русско-шведской войны 1788—1790 годов принимали участие в боевых действиях на озере Сайма. | [ 2 ] [ 4 ] [ 6 ]    |
| 2 лодки               | 2/6                                                      | 19,1 х 4,3                                               | 1,6                                                      | 14                                                       | н/д                                                      | Галерная верфь                                                                          | Сведений о корабельных мастерах не сохранилось.                                         | 1790 | 1796                | Сведений о плаваниях канонерских лодок не сохранилось. Сгорели в Главном галерном порту. | [ 2 ] [ 4 ] [ 6 ]    |
| 8 лодок               | 2/6                                                      | 19,1 х 4,3                                               | 1,6                                                      | 14                                                       | н/д                                                      | Галерная верфь                                                                          | Сведений о корабельных мастерах не сохранилось.                                         | 1790 | 1801                | Сведений о плаваниях канонерских лодок не сохранилось. По окончании службы были разобраны в Роченсальме. | [ 2 ] [ 4 ] [ 6 ]    |
| 5 лодок               | 2/6                                                      | 19,1 х 4,3                                               | 1,6                                                      | 14                                                       | н/д                                                      | Галерная верфь                                                                          | Сведений о корабельных мастерах не сохранилось.                                         | 1790 | 1802                | Сведений о плаваниях канонерских лодок не сохранилось. По окончании службы были разобраны. | [ 2 ] [ 4 ] [ 6 ]    |
| 6 лодок               | 2/6                                                      | 19,1 х 4,3                                               | 1,6                                                      | 14                                                       | н/д                                                      | Галерная верфь                                                                          | Сведений о корабельных мастерах не сохранилось.                                         | 1790 | 1803                | Сведений о плаваниях канонерских лодок не сохранилось. По окончании службы были разобраны. | [ 2 ] [ 4 ] [ 6 ]    |
| 20 лодок              | 2/6                                                      | 19,1 х 4,3                                               | 1,6                                                      | 14                                                       | н/д                                                      | Галерная верфь                                                                          | Сведений о корабельных мастерах не сохранилось.                                         | 1790 | 1804                | Сведений о плаваниях канонерских лодок не сохранилось. По окончании службы были разобраны в Главном гребном порту. | [ 2 ] [ 4 ] [ 6 ]    |
| 18 лодок              | 2/6                                                      | 19,1 х 4,3                                               | 1,6                                                      | 14                                                       | н/д                                                      | Галерная верфь                                                                          | Сведений о корабельных мастерах не сохранилось.                                         | 1790 | 1805                | Сведений о плаваниях канонерских лодок не сохранилось. По окончании службы были разобраны. | [ 2 ] [ 4 ] [ 6 ]    |
| 5 лодок               | 2/6                                                      | 19,1 х 4,3                                               | 1,6                                                      | 14                                                       | н/д                                                      | Галерная верфь                                                                          | Сведений о корабельных мастерах не сохранилось.                                         | 1790 | н/д                 | Сведений о плаваниях канонерских лодок не сохранилось. По окончании службы в качестве канонерских лодок были переоборудованы в транспортные суда. | [ 2 ] [ 4 ] [ 6 ]    |
| 6 лодок               | 2/6                                                      | 19,1 х 4,3                                               | 1,6                                                      | 14                                                       | н/д                                                      | Галерная верфь                                                                          | Сведений о корабельных мастерах не сохранилось.                                         | 1790 | н/д                 | Сведений о плаваниях канонерских лодок не сохранилось. | [ 2 ] [ 4 ] [ 6 ]    |
| 3 лодки               | 2                                                        | 18,9 х 4,3                                               | 1,5                                                      | 14                                                       | н/д                                                      | Захвачены у Невской губы.                                                               | Захвачены у Невской губы.                                                               | 1790 | 1796                | Сведений о плаваниях канонерских лодок не сохранилось. В 1796 году все три судна сгорели в Главном гребном порту. | [ 6 ]                |
| 3 лодки               | 2                                                        | 18,9 х 4,3                                               | 1,5                                                      | 14                                                       | н/д                                                      | Захвачены в Биорке-зунде гребной эскадрой принца Карла Нассау-Зигена.                   | Захвачены в Биорке-зунде гребной эскадрой принца Карла Нассау-Зигена.                   | 1790 | н/д                 | Сведений о плаваниях канонерских лодок не сохранилось. | [ 5 ] [ 6 ] [ 8 ]    |
| 20 лодок              | 1                                                        | 18,9 х 4,6                                               | 1,6                                                      | н/д                                                      | н/д                                                      | Рижская верфь                                                                           | Сведений о корабельных мастерах не сохранилось.                                         | 1791 | н/д                 | Сведений о плаваниях канонерских лодок не сохранилось. | [ 4 ] [ 6 ] [ 9 ]    |
| 10 лодок              | 2/6                                                      | 18,9 х 4,6                                               | 1,6                                                      | 14                                                       | н/д                                                      | Городская верфь                                                                         | Сведений о корабельных мастерах не сохранилось.                                         | 1796 | 1810                | Сведений о плаваниях канонерских лодок не сохранилось. По окончании службы были разобраны. | [ 4 ] [ 6 ] [ 10 ]   |
| 1 лодка               | 2                                                        | 17,7 х 4,2                                               | 1,6                                                      | н/д                                                      | н/д                                                      | Роченсальмская верфь                                                                    | И. Спиридов                                                                             | 1797 | 1810                | Сведений о плаваниях канонерских лодок не сохранилось. По окончании службы были разобраны. | [ 4 ] [ 6 ] [ 11 ]   |
| 1 лодка               | 2                                                        | 19,5 х 5,2                                               | 2,6                                                      | 10                                                       | н/д                                                      | Галерная верфь                                                                          | А. С. Катасанов                                                                         | 1799 | 1805                | Сведений о плаваниях канонерских лодок не сохранилось. Разбились во время перехода между Санкт-Петербургом и Кронштадтом. | [ 4 ] [ 6 ] [ 11 ]   |
| 1 малая лодка         | 1                                                        | 13,4 х 3,6                                               | 1,8                                                      | 7                                                        | н/д                                                      | Галерная верфь                                                                          | А. С. Катасанов                                                                         | 1799 | 1805                | Сведений о плаваниях канонерских лодок не сохранилось. Разбились во время перехода между Санкт-Петербургом и Кронштадтом. | [ 6 ] [ 11 ] [ 12 ]  |
| 10 лодок              | 2                                                        | Сведений о конструкции канонерских лодок не сохранилось. | Сведений о конструкции канонерских лодок не сохранилось. | Сведений о конструкции канонерских лодок не сохранилось. | Сведений о конструкции канонерских лодок не сохранилось. | Роченсальсмская верфь                                                                   | Сведений о корабельных мастерах не сохранилось.                                         | 1803 | 1820                | Принимали участие в русско-шведской войне 1808—1809 годов, действиях флота в Ботническом заливе 1809 года во время англо-русской войны 1807—1812 годов и Отечественной войне 1812 года. По окончании службы были разобраны в Або. | [ 13 ] [ 11 ] [ 12 ] |
| 19 лодок              | 2                                                        | 20,2 х 4,5                                               | 1,8                                                      | н/д                                                      | н/д                                                      | Галерная верфь                                                                          | А. К. Каверзнев                                                                         | 1806 | 1818 1820 1822 1824 | Принимали участие в русско-шведской войне 1808—1809 годов, действиях флота в Ботническом заливе 1809 года во время англо-русской войны 1807—1812 годов, Отечественной войне 1812 года и войне с Францией 1813—1814 годов. По окончании службы были разобраны в Санкт-Петербурге, при этом одна лодка была разобрана в 1818 году, семь в 1820 году и по одиннадцать лодок в 1822 и 1824 годах. Точных сведений о том, какие из лодок в какой из годов были разобраны не сохранилось. | [ 13 ] [ 11 ] [ 12 ] |
| 7 лодок               | 2                                                        | 18,7 х 4                                                 | 1,3                                                      | н/д                                                      | н/д                                                      | Галерная верфь                                                                          | А. К. Каверзнев                                                                         | 1806 | 1818 1820 1822 1824 | Принимали участие в русско-шведской войне 1808—1809 годов, действиях флота в Ботническом заливе 1809 года во время англо-русской войны 1807—1812 годов, Отечественной войне 1812 года и войне с Францией 1813—1814 годов. По окончании службы были разобраны в Санкт-Петербурге, при этом одна лодка была разобрана в 1818 году, семь в 1820 году и по одиннадцать лодок в 1822 и 1824 годах. Точных сведений о том, какие из лодок в какой из годов были разобраны не сохранилось. | [ 13 ] [ 11 ] [ 12 ] |
| 4 лодки               | 2                                                        | 18,8 х 4                                                 | 1,4                                                      | н/д                                                      | н/д                                                      | Галерная верфь                                                                          | А. К. Каверзнев                                                                         | 1806 | 1818 1820 1822 1824 | Принимали участие в русско-шведской войне 1808—1809 годов, действиях флота в Ботническом заливе 1809 года во время англо-русской войны 1807—1812 годов, Отечественной войне 1812 года и войне с Францией 1813—1814 годов. По окончании службы были разобраны в Санкт-Петербурге, при этом одна лодка была разобрана в 1818 году, семь в 1820 году и по одиннадцать лодок в 1822 и 1824 годах. Точных сведений о том, какие из лодок в какой из годов были разобраны не сохранилось. | [ 13 ] [ 11 ] [ 12 ] |
| 2 лодки               | н/д                                                      | 20,2 х 4,5                                               | 1,8                                                      | н/д                                                      | н/д                                                      | Лодейнопольская верфь                                                                   | А. П. Антипьев, А. К. Каверзнев                                                         | 1807 | 1809                | Принимали участие в русско-шведской войне 1808—1809 годов и действиях флота в Ботническом заливе 1809 года во время англо-русской войны 1807—1812 годов. Захвачены англичанами в 1809 году. | [ 13 ] [ 11 ] [ 12 ] |
| 1 лодка               | н/д                                                      | 20,2 х 4,5                                               | 1,8                                                      | н/д                                                      | н/д                                                      | Лодейнопольская верфь                                                                   | А. П. Антипьев, А. К. Каверзнев                                                         | 1807 | 1810                | Принимала участие в русско-шведской войне 1808—1809 годов и действиях флота в Ботническом заливе 1809 года во время англо-русской войны 1807—1812 годов. Разбилась в районе Красной Горки. | [ 13 ] [ 11 ] [ 12 ] |
| 2 лодки               | н/д                                                      | 20,2 х 4,5                                               | 1,8                                                      | н/д                                                      | н/д                                                      | Лодейнопольская верфь                                                                   | А. П. Антипьев, А. К. Каверзнев                                                         | 1807 | 1817                | Принимали участие в русско-шведской войне 1808—1809 годов, действиях флота в Ботническом заливе 1809 года во время англо-русской войны 1807—1812 годов, Отечественной войне 1812 года и войне с Францией 1813—1814 годов. По окончании службы были разобраны в Свеаборге. | [ 13 ] [ 11 ] [ 12 ] |
| 2 лодки               | н/д                                                      | 20,2 х 4,5                                               | 1,8                                                      | н/д                                                      | н/д                                                      | Лодейнопольская верфь                                                                   | А. П. Антипьев, А. К. Каверзнев                                                         | 1807 | 1818                | Принимали участие в русско-шведской войне 1808—1809 годов, действиях флота в Ботническом заливе 1809 года во время англо-русской войны 1807—1812 годов, Отечественной войне 1812 года и войне с Францией 1813—1814 годов. По окончании службы были разобраны в Санкт-Петербурге. | [ 13 ] [ 11 ] [ 12 ] |
| 10 лодок              | н/д                                                      | 20,2 х 4,5                                               | 1,8                                                      | н/д                                                      | н/д                                                      | Лодейнопольская верфь                                                                   | А. П. Антипьев, А. К. Каверзнев                                                         | 1807 | 1820                | Принимали участие в русско-шведской войне 1808—1809 годов, действиях флота в Ботническом заливе 1809 года во время англо-русской войны 1807—1812 годов, Отечественной войне 1812 года и войне с Францией 1813—1814 годов. По окончании службы были разобраны в Або. | [ 13 ] [ 11 ] [ 12 ] |
| 8 лодок               | н/д                                                      | 20,2 х 4,5                                               | 1,8                                                      | н/д                                                      | н/д                                                      | Лодейнопольская верфь                                                                   | А. П. Антипьев, А. К. Каверзнев                                                         | 1807 | 1826                | Принимали участие в русско-шведской войне 1808—1809 годов, действиях флота в Ботническом заливе 1809 года во время англо-русской войны 1807—1812 годов, Отечественной войне 1812 года и войне с Францией 1813—1814 годов. По окончании службы были разобраны в Свеаборге. | [ 13 ] [ 11 ] [ 12 ] |
| 5 лодок               | н/д                                                      | 20,2 х 4,5                                               | 1,8                                                      | н/д                                                      | н/д                                                      | Лодейнопольская верфь                                                                   | А. П. Антипьев, А. К. Каверзнев                                                         | 1807 | 1827                | Принимали участие в русско-шведской войне 1808—1809 годов, действиях флота в Ботническом заливе 1809 года во время англо-русской войны 1807—1812 годов, Отечественной войне 1812 года и войне с Францией 1813—1814 годов. По окончании службы были разобраны в Свеаборге. | [ 13 ] [ 11 ] [ 12 ] |
| 24 лодки              | н/д                                                      | 20,2 х 4,5                                               | 1,8                                                      | н/д                                                      | н/д                                                      | Лодейнопольская верфь                                                                   | А. П. Антипьев, А. К. Каверзнев                                                         | 1807 | н/д                 | Принимали участие в русско-шведской войне 1808—1809 годов, действиях флота в Ботническом заливе 1809 года во время англо-русской войны 1807—1812 годов, Отечественной войне 1812 года и войне с Францией 1813—1814 годов. | [ 13 ] [ 11 ] [ 12 ] |
| 25 лодок              | Сведений о конструкции канонерских лодок не сохранилось. | Сведений о конструкции канонерских лодок не сохранилось. | Сведений о конструкции канонерских лодок не сохранилось. | Сведений о конструкции канонерских лодок не сохранилось. | Сведений о конструкции канонерских лодок не сохранилось. | Захвачены у шведов в Свеаборге.                                                         | Захвачены у шведов в Свеаборге.                                                         | 1808 | н/д                 | Принимали участие в русско-шведской войне 1808—1809 годов. | [ 5 ] [ 13 ] [ 14 ]  |
| 4 лодки               | 2                                                        | 20,3 х 4,6                                               | 1,8                                                      | н/д                                                      | н/д                                                      | Лодейнопольская верфь                                                                   | А. П. Антипьев, А. К. Каверзнев, Г. С. Исаков                                           | 1808 | 1820                | Принимали участие в русско-шведской войне 1808—1809 годов, действиях флота в Ботническом заливе 1809 года во время англо-русской войны 1807—1812 годов, Отечественной войне 1812 года и войне с Францией 1813—1814 годов. По окончании службы были разобраны в Санкт-Петербурге. | [ 13 ] [ 11 ] [ 12 ] |
| 9 лодок               | 2                                                        | 20,3 х 4,6                                               | 1,8                                                      | н/д                                                      | н/д                                                      | Лодейнопольская верфь                                                                   | А. П. Антипьев, А. К. Каверзнев, Г. С. Исаков                                           | 1808 | 1822                | Принимали участие в русско-шведской войне 1808—1809 годов, действиях флота в Ботническом заливе 1809 года во время англо-русской войны 1807—1812 годов, Отечественной войне 1812 года и войне с Францией 1813—1814 годов. По окончании службы были разобраны в Санкт-Петербурге. | [ 13 ] [ 11 ] [ 12 ] |
| 12 лодок              | 2                                                        | 20,2 х 4,5                                               | 1,8                                                      | н/д                                                      | н/д                                                      | Лодейнопольская верфь                                                                   | А. П. Антипьев, А. К. Каверзнев, Г. С. Исаков                                           | 1808 | 1810                | Принимали участие в русско-шведской войне 1808—1809 годов и действиях флота в Ботническом заливе 1809 года во время англо-русской войны 1807—1812 годов. По окончании службы были проданы в Улеаборге. | [ 13 ] [ 11 ] [ 12 ] |
| 6 лодок               | 2                                                        | 20,2 х 4,5                                               | 1,8                                                      | н/д                                                      | н/д                                                      | Лодейнопольская верфь                                                                   | А. П. Антипьев, А. К. Каверзнев, Г. С. Исаков                                           | 1808 | 1818                | Принимали участие в русско-шведской войне 1808—1809 годов, действиях флота в Ботническом заливе 1809 года во время англо-русской войны 1807—1812 годов, Отечественной войне 1812 года и войне с Францией 1813—1814 годов. По окончании службы были разобраны в Риге. | [ 13 ] [ 11 ] [ 12 ] |
| 4 лодки               | 2                                                        | 20,2 х 4,5                                               | 1,8                                                      | н/д                                                      | н/д                                                      | Лодейнопольская верфь                                                                   | А. П. Антипьев, А. К. Каверзнев, Г. С. Исаков                                           | 1808 | 1821                | Принимали участие в русско-шведской войне 1808—1809 годов, действиях флота в Ботническом заливе 1809 года во время англо-русской войны 1807—1812 годов, Отечественной войне 1812 года и войне с Францией 1813—1814 годов. По окончании службы были разобраны в Санкт-Петербурге. | [ 13 ] [ 11 ] [ 12 ] |
| 1 лодка               | 2                                                        | 20,2 х 4,5                                               | 1,8                                                      | н/д                                                      | н/д                                                      | Лодейнопольская верфь                                                                   | А. П. Антипьев, А. К. Каверзнев, Г. С. Исаков                                           | 1808 | 1821                | Принимали участие в русско-шведской войне 1808—1809 годов, действиях флота в Ботническом заливе 1809 года во время англо-русской войны 1807—1812 годов, Отечественной войне 1812 года и войне с Францией 1813—1814 годов. По окончании службы были разобраны в Свеаборге. | [ 13 ] [ 11 ] [ 12 ] |
| 7 лодок               | 2                                                        | 20,2 х 4,5                                               | 1,8                                                      | н/д                                                      | н/д                                                      | Лодейнопольская верфь                                                                   | А. П. Антипьев, А. К. Каверзнев, Г. С. Исаков                                           | 1808 | 1823                | Принимали участие в русско-шведской войне 1808—1809 годов, действиях флота в Ботническом заливе 1809 года во время англо-русской войны 1807—1812 годов, Отечественной войне 1812 года и войне с Францией 1813—1814 годов. По окончании службы были разобраны в Свеаборге. | [ 13 ] [ 11 ] [ 12 ] |
| 8 лодок               | 2                                                        | 20,2 х 4,5                                               | 1,8                                                      | н/д                                                      | н/д                                                      | Лодейнопольская верфь                                                                   | А. П. Антипьев, А. К. Каверзнев, Г. С. Исаков                                           | 1808 | 1826                | Принимали участие в русско-шведской войне 1808—1809 годов, действиях флота в Ботническом заливе 1809 года во время англо-русской войны 1807—1812 годов, Отечественной войне 1812 года и войне с Францией 1813—1814 годов. По окончании службы были разобраны в Свеаборге. | [ 13 ] [ 11 ] [ 12 ] |
| 4 лодки               | 2                                                        | 20,2 х 4,5                                               | 1,8                                                      | н/д                                                      | н/д                                                      | Лодейнопольская верфь                                                                   | А. П. Антипьев, А. К. Каверзнев, Г. С. Исаков                                           | 1808 | 1827                | Принимали участие в русско-шведской войне 1808—1809 годов, действиях флота в Ботническом заливе 1809 года во время англо-русской войны 1807—1812 годов, Отечественной войне 1812 года и войне с Францией 1813—1814 годов. По окончании службы были разобраны в Свеаборге. | [ 13 ] [ 11 ] [ 12 ] |
| 6 лодок               | 2                                                        | 16,2 х 4,5                                               | 1,3                                                      | н/д                                                      | н/д                                                      | Верфь в Куопио                                                                          | А. К. Каверзнев                                                                         | 1808 | 1810                | Во время русско-шведской войны 1808—1809 годов принимали участие в боевых действиях на озёрах Финляндии. По окончании службы были переданы в ведение властей города Куопио. | [ 11 ] [ 12 ] [ 15 ] |
| 2 лодки               | 2                                                        | Сведений о конструкции канонерских лодок не сохранилось. | Сведений о конструкции канонерских лодок не сохранилось. | Сведений о конструкции канонерских лодок не сохранилось. | Сведений о конструкции канонерских лодок не сохранилось. | Рижская верфь                                                                           | А. К. Каверзнев                                                                         | 1808 | 1821                | Принимали участие в Отечественной войне 1812 года и войне с Францией 1813—1814 годов, в том числе в обороне Риги и осаде Данцига. По окончании службы были разобраны в Риге. | [ 11 ] [ 12 ] [ 15 ] |
| 4 лодки               | 2                                                        | Сведений о конструкции канонерских лодок не сохранилось. | Сведений о конструкции канонерских лодок не сохранилось. | Сведений о конструкции канонерских лодок не сохранилось. | Сведений о конструкции канонерских лодок не сохранилось. | Рижская верфь                                                                           | А. К. Каверзнев                                                                         | 1808 | 1843                | Принимали участие в Отечественной войне 1812 года и войне с Францией 1813—1814 годов, в том числе в обороне Риги и осаде Данцига. В 1817 году подверглись тимберовке. По окончании службы были разобраны. | [ 11 ] [ 12 ] [ 16 ] |
| 4 лодки               | 2                                                        | Сведений о конструкции канонерских лодок не сохранилось. | Сведений о конструкции канонерских лодок не сохранилось. | Сведений о конструкции канонерских лодок не сохранилось. | Сведений о конструкции канонерских лодок не сохранилось. | Вильманстрандская верфь                                                                 | Сведений о корабельных мастерах не сохранилось.                                         | 1808 | 1810                | Принимали участие в русско-шведской войне 1808—1809 годов. По окончании службы были проданы в Улеабрге. | [ 11 ] [ 12 ] [ 15 ] |
| 4 лодки               | 2                                                        | 28,2 х 5,3                                               | 1,9                                                      | н/д                                                      | н/д                                                      | Лодейнопольская верфь                                                                   | А. К. Каверзнев                                                                         | 1809 | 1811                | Принимали участие в русско-шведской войне 1808—1809 годов. По окончании службы были сданы в Улеаборге. | [ 12 ] [ 6 ] [ 17 ]  |
| 7 лодок               | 2                                                        | 28,2 х 5,3                                               | 1,9                                                      | н/д                                                      | н/д                                                      | Лодейнопольская верфь                                                                   | А. К. Каверзнев                                                                         | 1809 | 1821                | Принимали участие в русско-шведской войне 1808—1809 годов, Отечественной войне 1812 года и войне с Францией 1813—1814 годов. По окончании службы были разобраны в Або. | [ 12 ] [ 13 ] [ 17 ] |
| 11 лодок              | 2                                                        | 28,2 х 5,3                                               | 1,9                                                      | н/д                                                      | н/д                                                      | Лодейнопольская верфь                                                                   | А. К. Каверзнев                                                                         | 1809 | 1824                | Принимали участие в русско-шведской войне 1808—1809 годов, Отечественной войне 1812 года и войне с Францией 1813—1814 годов. По окончании службы были разобраны в Свеаборге. | [ 12 ] [ 13 ] [ 17 ] |
| 3 лодки               | 2                                                        | 28,2 х 5,3                                               | 1,9                                                      | н/д                                                      | н/д                                                      | Лодейнопольская верфь                                                                   | А. К. Каверзнев                                                                         | 1809 | 1825                | Принимали участие в русско-шведской войне 1808—1809 годов, Отечественной войне 1812 года и войне с Францией 1813—1814 годов. По окончании службы были разобраны в Свеаборге. | [ 12 ] [ 13 ] [ 17 ] |
| 7 лодок               | 2                                                        | 28,2 х 5,3                                               | 1,9                                                      | н/д                                                      | н/д                                                      | Лодейнопольская верфь                                                                   | А. К. Каверзнев                                                                         | 1809 | 1825                | Принимали участие в русско-шведской войне 1808—1809 годов, Отечественной войне 1812 года и войне с Францией 1813—1814 годов. По окончании службы были разобраны в Або. | [ 12 ] [ 13 ] [ 17 ] |
| 10 лодок              | 2                                                        | 20,3 х 4,6                                               | 1,7                                                      | н/д                                                      | н/д                                                      | Якобштадтская верфь                                                                     | Сведений о корабельных мастерах не сохранилось.                                         | 1809 | 1810                | Сведений о плаваниях канонерских лодок не сохранилось. По окончании службы были сданы в Куопио. | [ 12 ] [ 13 ] [ 18 ] |
| 3 лодки               | 2                                                        | 20,3 х 4,6                                               | 1,7                                                      | н/д                                                      | н/д                                                      | Якобштадтская верфь                                                                     | Сведений о корабельных мастерах не сохранилось.                                         | 1809 | 1811                | Сведений о плаваниях канонерских лодок не сохранилось. По окончании службы были сданы в Улеаборге. | [ 12 ] [ 13 ] [ 18 ] |
| 4 лодки               | 2                                                        | 20,3 х 4,6                                               | 1,7                                                      | н/д                                                      | н/д                                                      | Якобштадтская верфь                                                                     | Сведений о корабельных мастерах не сохранилось.                                         | 1809 | 1812                | Сведений о плаваниях канонерских лодок не сохранилось. Все три разбились в море в течение 1812 года. | [ 12 ] [ 13 ] [ 18 ] |
| 3 лодки               | 2                                                        | 20,3 х 4,6                                               | 1,7                                                      | н/д                                                      | н/д                                                      | Якобштадтская верфь                                                                     | Сведений о корабельных мастерах не сохранилось.                                         | 1809 | 1812                | Сведений о плаваниях канонерских лодок не сохранилось. Разбились у островов Нарген и Вульф. | [ 12 ] [ 13 ] [ 18 ] |
| 10 лодок              | 2                                                        | 20,3 х 4,6                                               | 1,9                                                      | н/д                                                      | н/д                                                      | Верфь в Гамле-Карлебю                                                                   | Сведений о корабельных мастерах не сохранилось.                                         | 1809 | 1811                | Сведений о плаваниях канонерских лодок не сохранилось. По окончании службы были сданы в Улеаборге. | [ 13 ] [ 18 ] [ 19 ] |
| 7 лодок               | 2                                                        | 24,8 х 5,3                                               | 1,8                                                      | н/д                                                      | н/д                                                      | Лодейнопольская верфь                                                                   | А. К. Каверзнев                                                                         | 1809 | 1821                | Принимали участие в Отечественной войне 1812 года и войне с Францией 1813—1814 годов. По окончании службы были разобраны в Або. | [ 13 ] [ 18 ] [ 19 ] |
| 1 лодка               | 2                                                        | 24,8 х 5,3                                               | 1,8                                                      | н/д                                                      | н/д                                                      | Лодейнопольская верфь                                                                   | А. К. Каверзнев                                                                         | 1809 | 1846                | Принимали участие в Отечественной войне 1812 года и войне с Францией 1813—1814 годов. Подверглась тимберовке в 1827 году. По окончании службы была переоборудована в портовое судно. | [ 13 ] [ 18 ] [ 19 ] |
| 10 лодок              | 2                                                        | 20,2 х 4,8                                               | 1,3                                                      | н/д                                                      | н/д                                                      | Верфь в городе Ваза                                                                     | Сведений о корабельных мастерах не сохранилось.                                         | 1809 | 1821                | Сведений о плаваниях канонерских лодок не сохранилось. По окончании службы были разобраны в Або. | [ 13 ] [ 18 ] [ 19 ] |
| 5 лодок               | 2                                                        | 20,2 х 4,8                                               | 1,3                                                      | н/д                                                      | н/д                                                      | Верфь в городе Ваза                                                                     | Сведений о корабельных мастерах не сохранилось.                                         | 1809 | 1821                | Сведений о плаваниях канонерских лодок не сохранилось. По окончании службы были сданы в Свеаборге. | [ 13 ] [ 18 ] [ 19 ] |
| 2 лодки               | 2                                                        | 23,1 х 5,3                                               | 1,4                                                      | н/д                                                      | н/д                                                      | Галерная верфь                                                                          | Я. Я. Лебрюн                                                                            | 1809 | 1822                | Сведений о плаваниях канонерских лодок не сохранилось. По окончании службы были сданы в Свеаборге. | [ 18 ] [ 19 ] [ 20 ] |
| 4 лодки               | 3                                                        | 24,8 х 5,3                                               | 1,9                                                      | н/д                                                      | н/д                                                      | Галерная верфь                                                                          | Г. С. Исаков, И. С. Разумов                                                             | 1812 | 1812                | Принимали участие в Отечественной войне 1812 года и войне с Францией 1813—1814 годов, в том числе обороне Риги, осаде Данцига и штурме Вексельмюнде. Разбились в море. | [ 18 ] [ 19 ] [ 20 ] |
| 5 лодок               | 3                                                        | 24,8 х 5,3                                               | 1,9                                                      | н/д                                                      | н/д                                                      | Галерная верфь                                                                          | Г. С. Исаков, И. С. Разумов                                                             | 1812 | 1813                | Принимали участие в Отечественной войне 1812 года и войне с Францией 1813—1814 годов, в том числе обороне Риги, осаде Данцига и штурме Вексельмюнде. Разбились у острова Нерун. | [ 18 ] [ 19 ] [ 20 ] |
| 1 лодка               | 3                                                        | 24,8 х 5,3                                               | 1,9                                                      | н/д                                                      | н/д                                                      | Галерная верфь                                                                          | Г. С. Исаков, И. С. Разумов                                                             | 1812 | 1813                | Принимала участие в Отечественной войне 1812 года и войне с Францией 1813—1814 годов, в том числе обороне Риги, осаде Данцига и штурме Вексельмюнде. Разбилась в районе Данцига. | [ 18 ] [ 19 ] [ 20 ] |
| 2 лодки               | 3                                                        | 24,8 х 5,3                                               | 1,9                                                      | н/д                                                      | н/д                                                      | Галерная верфь                                                                          | Г. С. Исаков, И. С. Разумов                                                             | 1812 | 1813                | Принимали участие в Отечественной войне 1812 года и войне с Францией 1813—1814 годов, в том числе обороне Риги, осаде Данцига и штурме Вексельмюнде. Потоплены огнём неприятельской береговой батареи в районе Данцига. | [ 18 ] [ 19 ] [ 20 ] |
| 25 лодок              | 3                                                        | 24,8 х 5,3                                               | 1,9                                                      | н/д                                                      | н/д                                                      | Галерная верфь                                                                          | Г. С. Исаков, И. С. Разумов                                                             | 1812 | 1820                | Принимали участие в Отечественной войне 1812 года и войне с Францией 1813—1814 годов, в том числе обороне Риги, осаде Данцига и штурме Вексельмюнде. По окончании службы разобраны в Свеаборге. | [ 18 ] [ 19 ] [ 20 ] |
| 14 лодок              | 3                                                        | 24,8 х 5,3                                               | 1,9                                                      | н/д                                                      | н/д                                                      | Галерная верфь                                                                          | Г. С. Исаков, И. С. Разумов                                                             | 1812 | 1821                | Принимали участие в Отечественной войне 1812 года и войне с Францией 1813—1814 годов, в том числе обороне Риги, осаде Данцига и штурме Вексельмюнде. По окончании службы разобраны в Свеаборге. | [ 18 ] [ 19 ] [ 20 ] |
| 3 лодки               | 3                                                        | 24,8 х 5,3                                               | 1,9                                                      | н/д                                                      | н/д                                                      | Галерная верфь                                                                          | Г. С. Исаков, И. С. Разумов                                                             | 1812 | 1843                | Принимали участие в Отечественной войне 1812 года и войне с Францией 1813—1814 годов, в том числе обороне Риги, осаде Данцига и штурме Вексельмюнде. Подверглись тимберовке в 1828 году. По окончании службы разобраны в Свеаборге. | [ 18 ] [ 19 ] [ 20 ] |
| 4 лодки               | 3                                                        | 24,8 х 5,3                                               | 1,9                                                      | н/д                                                      | н/д                                                      | Галерная верфь                                                                          | Г. С. Исаков, И. С. Разумов                                                             | 1812 | н/д                 | Принимали участие в Отечественной войне 1812 года и войне с Францией 1813—1814 годов, в том числе обороне Риги, осаде Данцига и штурме Вексельмюнде. Подверглись тимберовке в 1833 году. | [ 18 ] [ 19 ] [ 20 ] |
| 2 лодки               | 3                                                        | 24,8 х 5,3                                               | 1,9                                                      | н/д                                                      | н/д                                                      | Галерная верфь                                                                          | Г. С. Исаков, И. С. Разумов                                                             | 1812 | н/д                 | Принимали участие в Отечественной войне 1812 года и войне с Францией 1813—1814 годов, в том числе обороне Риги, осаде Данцига и штурме Вексельмюнде. Подверглись тимберовке в 1835 году. | [ 18 ] [ 19 ] [ 20 ] |
| 5 лодок               | 2                                                        | Сведений о конструкции канонерских лодок не сохранилось. | Сведений о конструкции канонерских лодок не сохранилось. | Сведений о конструкции канонерских лодок не сохранилось. | Сведений о конструкции канонерских лодок не сохранилось. | Охтенская верфь                                                                         | В. Ф. Стокке                                                                            | 1821 | 1832                | Сведений о плаваниях канонерских лодок не сохранилось. По окончании службы были разобраны. | [ 19 ] [ 20 ] [ 21 ] |
| 2 лодки               | 2                                                        | Сведений о конструкции канонерских лодок не сохранилось. | Сведений о конструкции канонерских лодок не сохранилось. | Сведений о конструкции канонерских лодок не сохранилось. | Сведений о конструкции канонерских лодок не сохранилось. | Охтенская верфь                                                                         | В. Ф. Стокке                                                                            | 1821 | 1835                | Сведений о плаваниях канонерских лодок не сохранилось. По окончании службы были разобраны. | [ 19 ] [ 20 ] [ 21 ] |
| 2 лодки               | 2                                                        | Сведений о конструкции канонерских лодок не сохранилось. | Сведений о конструкции канонерских лодок не сохранилось. | Сведений о конструкции канонерских лодок не сохранилось. | Сведений о конструкции канонерских лодок не сохранилось. | Охтенская верфь                                                                         | В. Ф. Стокке                                                                            | 1821 | 1847                | Сведений о плаваниях канонерских лодок не сохранилось. По окончании службы были разобраны. | [ 19 ] [ 20 ] [ 21 ] |
| 4 лодки               | 2                                                        | Сведений о конструкции канонерских лодок не сохранилось. | Сведений о конструкции канонерских лодок не сохранилось. | Сведений о конструкции канонерских лодок не сохранилось. | Сведений о конструкции канонерских лодок не сохранилось. | Охтенская верфь                                                                         | В. Ф. Стокке                                                                            | 1821 | 1832                | Сведений о плаваниях канонерских лодок не сохранилось. По окончании службы были переоборудованы в портовые суда. | [ 19 ] [ 20 ] [ 21 ] |
| 2 лодки               | 2                                                        | Сведений о конструкции канонерских лодок не сохранилось. | Сведений о конструкции канонерских лодок не сохранилось. | Сведений о конструкции канонерских лодок не сохранилось. | Сведений о конструкции канонерских лодок не сохранилось. | Охтенская верфь                                                                         | В. Ф. Стокке                                                                            | 1821 | 1833                | Сведений о плаваниях канонерских лодок не сохранилось. По окончании службы были переоборудованы в портовые суда. | [ 19 ] [ 20 ] [ 21 ] |
| 1 лодка               | 2                                                        | Сведений о конструкции канонерских лодок не сохранилось. | Сведений о конструкции канонерских лодок не сохранилось. | Сведений о конструкции канонерских лодок не сохранилось. | Сведений о конструкции канонерских лодок не сохранилось. | Охтенская верфь                                                                         | В. Ф. Стокке                                                                            | 1821 | н/д                 | Сведений о плаваниях канонерской лодки не сохранилось. | [ 19 ] [ 20 ] [ 21 ] |
| 1 лодка               | 2                                                        | Сведений о конструкции канонерских лодок не сохранилось. | Сведений о конструкции канонерских лодок не сохранилось. | Сведений о конструкции канонерских лодок не сохранилось. | Сведений о конструкции канонерских лодок не сохранилось. | Охтенская верфь                                                                         | Сведений о корабельных мастерах не сохранилось.                                         | 1822 | 1832                | Сведений о плаваниях канонерской лодки не сохранилось. По окончании службы была переоборудована в портовое судно. | [ 19 ] [ 20 ] [ 21 ] |
| 1 бомбардирская лодка | 2                                                        | Сведений о конструкции канонерских лодок не сохранилось. | Сведений о конструкции канонерских лодок не сохранилось. | Сведений о конструкции канонерских лодок не сохранилось. | Сведений о конструкции канонерских лодок не сохранилось. | Охтенская верфь                                                                         | В. Ф. Стокке                                                                            | 1823 | 1833                | Сведений о плаваниях канонерской лодки не сохранилось. По окончании службы была разобрана. | [ 19 ] [ 20 ] [ 21 ] |
| 7 лодок               | 2                                                        | Сведений о конструкции канонерских лодок не сохранилось. | Сведений о конструкции канонерских лодок не сохранилось. | Сведений о конструкции канонерских лодок не сохранилось. | Сведений о конструкции канонерских лодок не сохранилось. | Охтенская верфь                                                                         | Сведений о корабельных мастерах не сохранилось.                                         | 1823 | 1835 1839 1846      | Одна из лодок была тимберована в 1833 году, ещё пять — в 1834 году. По окончании службы одна из лодок была разобрана в 1835 году и 2 в 1846 году, а одна из лодок в 1839 году переоборудована в портовое судно. Об окончании службы трёх лодок сведений не сохранилось. | [ 19 ] [ 20 ] [ 21 ] |
| 6 лодок               | 2                                                        | Сведений о конструкции канонерских лодок не сохранилось. | Сведений о конструкции канонерских лодок не сохранилось. | Сведений о конструкции канонерских лодок не сохранилось. | Сведений о конструкции канонерских лодок не сохранилось. | Охтенская верфь                                                                         | Сведений о корабельных мастерах не сохранилось.                                         | 1824 | 1835 1842 1843      | Одна из лодок была тимберована в 1833 году, ещё три — в 1839 году. По окончании службы одна из лодок была разобрана в 1835 году, 2 — в 1842 году, и ещё одна в 1843 году. Об окончании службы двух лодок сведений не сохранилось. | [ 19 ] [ 20 ] [ 21 ] |
| 4 лодки               | 2                                                        | 20,2 х 4,6                                               | 1,8                                                      | н/д                                                      | н/д                                                      | Лодейнопольская верфь                                                                   | И. В. Курепанов                                                                         | 1826 | 1835                | Сведений о плаваниях канонерских лодок не сохранилось. По окончании службы были разобраны. | [ 19 ] [ 20 ] [ 21 ] |
| 2 лодки               | 2                                                        | 20,2 х 4,6                                               | 1,8                                                      | н/д                                                      | н/д                                                      | Лодейнопольская верфь                                                                   | И. В. Курепанов                                                                         | 1826 | 1839                | Сведений о плаваниях канонерских лодок не сохранилось. По окончании службы были разобраны. | [ 19 ] [ 20 ] [ 21 ] |
| 2 лодки               | 2                                                        | 20,2 х 4,6                                               | 1,8                                                      | н/д                                                      | н/д                                                      | Лодейнопольская верфь                                                                   | И. В. Курепанов                                                                         | 1826 | 1839                | Сведений о плаваниях канонерских лодок не сохранилось. | [ 19 ] [ 20 ] [ 21 ] |
| 1 лодка               | 2                                                        | 19,7 х 5                                                 | 1,8                                                      | н/д                                                      | н/д                                                      | Кронштадтская верфь                                                                     | Сведений о корабельных мастерах не сохранилось.                                         | 1828 | н/д                 | Сведений о плаваниях канонерских лодок не сохранилось. | [ 20 ] [ 21 ] [ 22 ] |
| 10 лодок              | 2                                                        | 20,2 х 4,6                                               | 1,8                                                      | н/д                                                      | н/д                                                      | Лодейнопольская верфь                                                                   | Н. И. Фёдоров                                                                           | 1829 | н/д                 | Сведений о плаваниях канонерских лодок не сохранилось. | [ 20 ] [ 21 ] [ 22 ] |
| 10 лодок              | 2                                                        | 20,2 х 4,6                                               | 1,8                                                      | н/д                                                      | н/д                                                      | Лодейнопольская верфь                                                                   | Н. И. Фёдоров                                                                           | 1830 | н/д                 | Сведений о плаваниях канонерских лодок не сохранилось. | [ 20 ] [ 21 ] [ 22 ] |
| 3 лодки               | 2                                                        | 19,7 х 4,5                                               | 1,8                                                      | н/д                                                      | н/д                                                      | верфь «Новая Голландия»                                                                 | К. А. Глазырин                                                                          | 1831 | н/д                 | Сведений о плаваниях канонерских лодок не сохранилось. | [ 20 ] [ 21 ] [ 22 ] |
| 3 лодки               | 2                                                        | 19,7 х 4,5                                               | 1,8                                                      | н/д                                                      | н/д                                                      | верфь «Новая Голландия»                                                                 | Марчевский                                                                              | 1832 | н/д                 | Сведений о плаваниях канонерских лодок не сохранилось. | [ 20 ] [ 21 ] [ 22 ] |
| 1 лодка               | 6                                                        | 20,5 х 4,8                                               | н/д                                                      | н/д                                                      | н/д                                                      | Новое адмиралтейство                                                                    | А. К. Каверзнев                                                                         | 1833 | н/д                 | Сведений о плаваниях канонерских лодок не сохранилось. | [ 20 ] [ 21 ] [ 22 ] |
| 1 лодка               | 3                                                        | 22,6 х 5,3                                               | 2,1                                                      | н/д                                                      | н/д                                                      | Охтенская верфь                                                                         | А. И. Амосов                                                                            | 1834 | н/д                 | Сведений о плаваниях канонерских лодок не сохранилось. | [ 20 ] [ 21 ] [ 22 ] |
| 9 лодок               | 2                                                        | Сведений о конструкции канонерских лодок не сохранилось. | Сведений о конструкции канонерских лодок не сохранилось. | Сведений о конструкции канонерских лодок не сохранилось. | Сведений о конструкции канонерских лодок не сохранилось. | Новое адмиралтейство                                                                    | Сведений о корабельных мастерах не сохранилось.                                         | 1835 | н/д                 | Сведений о плаваниях канонерских лодок не сохранилось. | [ 20 ] [ 21 ] [ 22 ] |
| 2 лодки               | 2                                                        | Сведений о конструкции канонерских лодок не сохранилось. | Сведений о конструкции канонерских лодок не сохранилось. | Сведений о конструкции канонерских лодок не сохранилось. | Сведений о конструкции канонерских лодок не сохранилось. | Абовская верфь                                                                          | Сведений о корабельных мастерах не сохранилось.                                         | 1844 | н/д                 | Сведений о плаваниях канонерских лодок не сохранилось. | [ 20 ] [ 21 ] [ 22 ] |
| 1 лодка               | 2                                                        | Сведений о конструкции канонерских лодок не сохранилось. | Сведений о конструкции канонерских лодок не сохранилось. | Сведений о конструкции канонерских лодок не сохранилось. | Сведений о конструкции канонерских лодок не сохранилось. | Кронштадтская верфь                                                                     | Сведений о корабельных мастерах не сохранилось.                                         | 1845 | н/д                 | Сведений о плаваниях канонерских лодок не сохранилось. | [ 20 ] [ 21 ] [ 22 ] |
| 16 лодок              | 2                                                        | Сведений о конструкции канонерских лодок не сохранилось. | Сведений о конструкции канонерских лодок не сохранилось. | Сведений о конструкции канонерских лодок не сохранилось. | Сведений о конструкции канонерских лодок не сохранилось. | Новое адмиралтейство                                                                    | Сведений о корабельных мастерах не сохранилось.                                         | 1848 | н/д                 | Сведений о плаваниях канонерских лодок не сохранилось. | [ 22 ] [ 23 ] [ 24 ] |
| 1 лодка               | 2                                                        | Сведений о конструкции канонерских лодок не сохранилось. | Сведений о конструкции канонерских лодок не сохранилось. | Сведений о конструкции канонерских лодок не сохранилось. | Сведений о конструкции канонерских лодок не сохранилось. | Новое адмиралтейство                                                                    | Сведений о корабельных мастерах не сохранилось.                                         | 1849 | н/д                 | Сведений о плаваниях канонерских лодок не сохранилось. | [ 21 ] [ 22 ] [ 24 ] |
| 1 лодка               | 2                                                        | 22,4 х 4,6                                               | 1,2                                                      | 40                                                       | 75                                                       | Абовская верфь                                                                          | Сведений о корабельных мастерах не сохранилось.                                         | 1853 | н/д                 | Сведений о плаваниях канонерских лодок не сохранилось. | [ 25 ]               |
| 1 лодка               | 2                                                        | 22,4 х 4,6                                               | 1,5                                                      | н/д                                                      | н/д                                                      | верфь «Галерный островок»                                                               | И. И. Лемуан                                                                            | 1854 | н/д                 | Сведений о плаваниях канонерских лодок не сохранилось. | [ 22 ] [ 26 ] [ 25 ] |
| 67 лодок              | 2                                                        | Сведений о конструкции канонерских лодок не сохранилось. | Сведений о конструкции канонерских лодок не сохранилось. | Сведений о конструкции канонерских лодок не сохранилось. | Сведений о конструкции канонерских лодок не сохранилось. | Санкт-Петербург точное наименование верфи не установлено                                | Сведений о корабельных мастерах не сохранилось.                                         | 1854 | н/д                 | Принимали участие в Крымской войне. | [ 22 ] [ 26 ] [ 25 ] |
| 10 лодок              | 2                                                        | Сведений о конструкции канонерских лодок не сохранилось. | Сведений о конструкции канонерских лодок не сохранилось. | Сведений о конструкции канонерских лодок не сохранилось. | Сведений о конструкции канонерских лодок не сохранилось. | Санкт-Петербург точное наименование верфи не установлено                                | Сведений о корабельных мастерах не сохранилось.                                         | 1854 | н/д                 | Принимали участие в Крымской войне. | [ 22 ] [ 26 ] [ 25 ] |
| 16 лодок              | 2                                                        | Сведений о конструкции канонерских лодок не сохранилось. | Сведений о конструкции канонерских лодок не сохранилось. | Сведений о конструкции канонерских лодок не сохранилось. | Сведений о конструкции канонерских лодок не сохранилось. | Рижская верфь                                                                           | Сведений о корабельных мастерах не сохранилось.                                         | 1854 | н/д                 | Принимали участие в Крымской войне. | [ 22 ] [ 26 ] [ 25 ] |
| 40 лодок              | 2                                                        | 22,4 х 4,6                                               | 1,2                                                      | 40                                                       | 75                                                       | верфи в Або, Бьернеборге и Гельсингфорсе                                                | Сведений о конструкции канонерских лодок не сохранилось.                                | 1854 | 1855                | Принимали участие в Крымской войне. 12 лодок во время войны были затоплены в Або, а затем проданы купцу Чечулину. Сведений о судьбе остальных лодок не сохранилось. | [ 22 ] [ 26 ] [ 25 ] |

## Список лодок Черноморского флота
В разделе приведены все канонерские лодки, входившие в состав Черноморского флота России. Сведений о количестве вёсел и численности экипажей черноморских канонерских лодок не сохранилось.
| Название    | Ор.                                                      | Размер                                                   | Ос.                                                      | Верфь                                                                               | Мастер                                                                              | Вх.       | Вых. | История службы | Прим.                |
| ----------- | -------------------------------------------------------- | -------------------------------------------------------- | -------------------------------------------------------- | ----------------------------------------------------------------------------------- | ----------------------------------------------------------------------------------- | --------- | ---- | --- | -------------------- |
| 1 лодка     | 1                                                        | Сведений о размерах лодок не сохранилось.                | Сведений о размерах лодок не сохранилось.                | Захвачены у турок в Днепровском лимане гребной эскадрой принца Карла Нассау-Зигена. | Захвачены у турок в Днепровском лимане гребной эскадрой принца Карла Нассау-Зигена. | 1788      | н/д  | Принимали участие в русско-турецкой войне 1787—1791 годов. | [ 27 ] [ 28 ]        |
| 1 лодка     | 2                                                        | Сведений о размерах лодок не сохранилось.                | Сведений о размерах лодок не сохранилось.                | Захвачены у турок в Днепровском лимане гребной эскадрой принца Карла Нассау-Зигена. | Захвачены у турок в Днепровском лимане гребной эскадрой принца Карла Нассау-Зигена. | 1788      | н/д  | Принимали участие в русско-турецкой войне 1787—1791 годов. | [ 27 ] [ 28 ]        |
| 1 лодка     | 3                                                        | 18,3 х 4,6                                               | 2,2                                                      | Херсонская верфь                                                                    | Сведений о корабельных мастерах не сохранилось.                                     | 1793      | н/д  | Во время русско-турецкой войны 1806—1812 годов принимали участие в боевых действиях на Дунае, в том числе осаде и взятии Измаила и осаде Силистрии. | [ 9 ] [ 28 ] [ 29 ]  |
| 52 лодки    | 1/3                                                      | 18,3 х 4,6                                               | 2,2                                                      | Херсонская верфь                                                                    | Сведений о корабельных мастерах не сохранилось.                                     | 1794 1795 | н/д  | Во время русско-турецкой войны 1806—1812 годов принимали участие в боевых действиях на Дунае, в том числе осаде и взятии Измаила и осаде Силистрии. | [ 9 ] [ 29 ] [ 30 ]  |
| 15 лодок    | 1                                                        | 18,3 х 4,6                                               | 1,7                                                      | Херсонская верфь                                                                    | М. И. Суровцов                                                                      | 1815      | н/д  | Сведений о плаваниях канонерских лодок не сохранилось. | [ 18 ] [ 29 ] [ 30 ] |
| 10 лодок    | Сведений о конструкции канонерских лодок не сохранилось. | Сведений о конструкции канонерских лодок не сохранилось. | Сведений о конструкции канонерских лодок не сохранилось. | Херсонская верфь                                                                    | Сведений о корабельных мастерах не сохранилось.                                     | 1816      | н/д  | Сведений о плаваниях канонерских лодок не сохранилось. | [ 29 ] [ 30 ]        |
| Дерзкая     | 3                                                        | 22,9 х 5,2                                               | 1,6                                                      | Николаевское адмиралтейство                                                         | А. И. Мелихов                                                                       | 1819      | 1832 | Во время русско-турецкой войны 1828—1829 годов принимали участие в боевых действиях на Дунае, у Варны и Сизополя. По окончании службы были разобраны. | [ 18 ] [ 29 ] [ 30 ] |
| Буян        | 3                                                        | 22,9 х 5,2                                               | 1,6                                                      | Николаевское адмиралтейство                                                         | И. С. Разумов                                                                       | 1821      | 1832 | Во время русско-турецкой войны 1828—1829 годов принимали участие в боевых действиях на Дунае, у Варны и Сизополя. По окончании службы были разобраны. | [ 18 ] [ 29 ] [ 30 ] |
| Забияка     | 3                                                        | 22,9 х 5,2                                               | 1,6                                                      | Николаевское адмиралтейство                                                         | И. С. Разумов                                                                       | 1821      | 1837 | Во время русско-турецкой войны 1828—1829 годов принимали участие в боевых действиях на Дунае, у Варны и Сизополя. По окончании службы были разобраны. | [ 18 ] [ 29 ] [ 30 ] |
| Гроза       | 3                                                        | 22,9 х 5,2                                               | 1,6                                                      | Николаевское адмиралтейство                                                         | И. С. Разумов                                                                       | 1821      | 1831 | Во время русско-турецкой войны 1828—1829 годов принимали участие в боевых действиях на Дунае, у Варны и Сизополя. По окончании службы были разобраны. | [ 18 ] [ 29 ] [ 30 ] |
| Стрела      | 3                                                        | 22,9 х 5,2                                               | 1,6                                                      | Николаевское адмиралтейство                                                         | И. С. Разумов                                                                       | 1821      | 1832 | Во время русско-турецкой войны 1828—1829 годов принимали участие в боевых действиях на Дунае, у Варны и Сизополя. По окончании службы были разобраны. | [ 18 ] [ 29 ] [ 30 ] |
| Злая        | 3                                                        | 22,9 х 5,2                                               | 1,6                                                      | Николаевское адмиралтейство                                                         | А. И. Мелихов                                                                       | 1822      | 1839 | Во время русско-турецкой войны 1828—1829 годов принимала участие в боевых действиях на Дунае, у Варны и Сизополя. Затонула на Дунае. | [ 18 ] [ 29 ] [ 30 ] |
| Шумная      | 3                                                        | 22,9 х 5,2                                               | 1,6                                                      | Херсонская верфь                                                                    | А. К. Каверзнев                                                                     | 1822      | 1831 | Во время русско-турецкой войны 1828—1829 годов принимали участие в боевых действиях на Дунае, у Варны и Сизополя. По окончании службы были разобраны. | [ 18 ] [ 29 ] [ 30 ] |
| Змея        | 3                                                        | 22,9 х 5,2                                               | 1,6                                                      | Херсонская верфь                                                                    | А. К. Каверзнев                                                                     | 1822      | 1831 | Во время русско-турецкой войны 1828—1829 годов принимали участие в боевых действиях на Дунае, у Варны и Сизополя. По окончании службы были разобраны. | [ 18 ] [ 29 ] [ 30 ] |
| Страж       | 3                                                        | 22,9 х 5,2                                               | 1,6                                                      | Николаевское адмиралтейство                                                         | И. С. Разумов                                                                       | 1822      | 1839 | Во время русско-турецкой войны 1828—1829 годов принимала участие в боевых действиях на Дунае, у Варны и Сизополя. Затонула на Дунае. | [ 18 ] [ 29 ] [ 30 ] |
| Скорпион    | 3                                                        | 22,9 х 5,2                                               | 1,6                                                      | Херсонская верфь                                                                    | А. К. Каверзнев                                                                     | 1822      | 1831 | Во время русско-турецкой войны 1828—1829 годов принимали участие в боевых действиях на Дунае, у Варны и Сизополя. По окончании службы были разобраны. | [ 30 ] [ 31 ] [ 32 ] |
| Крот        | 3                                                        | 22,9 х 5,2                                               | 1,6                                                      | Николаевское адмиралтейство                                                         | И. С. Разумов                                                                       | 1822      | 1831 | Во время русско-турецкой войны 1828—1829 годов принимали участие в боевых действиях на Дунае, у Варны и Сизополя. По окончании службы были разобраны. | [ 30 ] [ 31 ] [ 33 ] |
| Гиена       | 3                                                        | 22,9 х 5,2                                               | 1,6                                                      | Херсонская верфь                                                                    | А. К. Каверзнев                                                                     | 1822      | 1832 | Во время русско-турецкой войны 1828—1829 годов принимали участие в боевых действиях на Дунае, у Варны и Сизополя. По окончании службы были разобраны. | [ 30 ] [ 31 ] [ 33 ] |
| Вихрь       | 3                                                        | 22,9 х 5,2                                               | 1,6                                                      | Николаевское адмиралтейство                                                         | И. С. Разумов                                                                       | 1822      | 1831 | Во время русско-турецкой войны 1828—1829 годов принимали участие в боевых действиях на Дунае, у Варны и Сизополя. По окончании службы были разобраны. | [ 31 ] [ 33 ] [ 34 ] |
| Крокодил    | 3                                                        | 22,9 х 5,2                                               | 1,6                                                      | Николаевское адмиралтейство                                                         | И. С. Разумов                                                                       | 1822      | 1832 | Во время русско-турецкой войны 1828—1829 годов принимали участие в боевых действиях на Дунае, у Варны и Сизополя. По окончании службы были разобраны. | [ 31 ] [ 33 ] [ 34 ] |
| Щука        | 3                                                        | 22,9 х 5,2                                               | 1,6                                                      | Николаевское адмиралтейство                                                         | И. С. Разумов                                                                       | 1822      | 1831 | Во время русско-турецкой войны 1828—1829 годов принимали участие в боевых действиях на Дунае, у Варны и Сизополя. По окончании службы были разобраны. | [ 31 ] [ 33 ] [ 34 ] |
| Ящерица     | 3                                                        | 22,9 х 5,2                                               | 1,6                                                      | Николаевское адмиралтейство                                                         | И. С. Разумов                                                                       | 1822      | 1831 | Во время русско-турецкой войны 1828—1829 годов принимали участие в боевых действиях на Дунае, у Варны и Сизополя. По окончании службы были разобраны. | [ 31 ] [ 33 ] [ 34 ] |
| Пчела       | 3                                                        | 22,9 х 5,2                                               | 1,6                                                      | Николаевское адмиралтейство                                                         | И. С. Разумов                                                                       | 1822      | 1831 | Во время русско-турецкой войны 1828—1829 годов принимали участие в боевых действиях на Дунае, у Варны и Сизополя. По окончании службы были разобраны. | [ 31 ] [ 33 ] [ 34 ] |
| Оса         | 3                                                        | 22,9 х 5,2                                               | 1,6                                                      | Николаевское адмиралтейство                                                         | И. С. Разумов                                                                       | 1822      | 1831 | Во время русско-турецкой войны 1828—1829 годов принимали участие в боевых действиях на Дунае, у Варны и Сизополя. По окончании службы были разобраны. | [ 31 ] [ 33 ] [ 34 ] |
| Хорёк       | 3                                                        | 22,9 х 5,2                                               | 1,6                                                      | Херсонская верфь                                                                    | А. К. Каверзнев                                                                     | 1822      | 1831 | Во время русско-турецкой войны 1828—1829 годов принимали участие в боевых действиях на Дунае, у Варны и Сизополя. По окончании службы были разобраны. | [ 31 ] [ 33 ] [ 34 ] |
| Уж          | 3                                                        | 22,9 х 5,2                                               | 1,6                                                      | Херсонская верфь                                                                    | А. К. Каверзнев                                                                     | 1822      | 1831 | Во время русско-турецкой войны 1828—1829 годов принимали участие в боевых действиях на Дунае, у Варны и Сизополя. По окончании службы были разобраны. | [ 31 ] [ 33 ] [ 34 ] |
| Коршун      | 3                                                        | 22,9 х 5,2                                               | 1,6                                                      | Херсонская верфь                                                                    | А. К. Каверзнев                                                                     | 1822      | 1832 | Во время русско-турецкой войны 1828—1829 годов принимали участие в боевых действиях на Дунае, у Варны и Сизополя. По окончании службы были разобраны. | [ 31 ] [ 33 ] [ 34 ] |
| Ёж          | 3                                                        | 22,9 х 5,2                                               | 1,6                                                      | Херсонская верфь                                                                    | А. К. Каверзнев                                                                     | 1822      | 1831 | Во время русско-турецкой войны 1828—1829 годов принимали участие в боевых действиях на Дунае, у Варны и Сизополя. По окончании службы были разобраны. | [ 31 ] [ 33 ] [ 34 ] |
| Ястреб      | 3                                                        | 22,9 х 5,2                                               | 1,6                                                      | Николаевское адмиралтейство                                                         | А. К. Каверзнев                                                                     | 1823      | 1829 | Во время русско-турецкой войны 1828—1829 годов принимала участие в боевых действиях на Дунае, у Варны и Сизополя. Затонула в 1829 году. | [ 33 ] [ 34 ] [ 35 ] |
| Азартная    | 3                                                        | 22,9 х 5,2                                               | 1,6                                                      | Николаевское адмиралтейство                                                         | А. К. Каверзнев                                                                     | 1823      | 1833 | Во время русско-турецкой войны 1828—1829 годов принимали участие в боевых действиях на Дунае, у Варны и Сизополя. По окончании службы были разобраны. | [ 33 ] [ 34 ] [ 35 ] |
| Крикун      | 3                                                        | 22,9 х 5,2                                               | 1,6                                                      | Николаевское адмиралтейство                                                         | А. К. Каверзнев                                                                     | 1823      | 1833 | Во время русско-турецкой войны 1828—1829 годов принимали участие в боевых действиях на Дунае, у Варны и Сизополя. По окончании службы были разобраны. | [ 33 ] [ 34 ] [ 35 ] |
| Громкая     | 3                                                        | 22,9 х 5,2                                               | 1,6                                                      | Николаевское адмиралтейство                                                         | А. К. Каверзнев                                                                     | 1828      | н/д  | Во время русско-турецкой войны 1828—1829 годов принимала участие в бомбардировке Варны, после чего ушла в Сизополь, а затем в Одессу. | [ 33 ] [ 34 ] [ 35 ] |
| Беспокойная | 3                                                        | 22,9 х 5,2                                               | 1,6                                                      | Николаевское адмиралтейство                                                         | А. К. Каверзнев                                                                     | 1828      | 1837 | Во время русско-турецкой войны 1828—1829 годов принимала участие в бомбардировке Варны, после чего ушла в Сизополь, а затем в Одессу. По окончании службы была разобрана. | [ 33 ] [ 34 ] [ 35 ] |
| Сердитая    | 3                                                        | 22,9 х 5,2                                               | 1,6                                                      | Николаевское адмиралтейство                                                         | А. К. Каверзнев                                                                     | 1828      | 1833 | Во время русско-турецкой войны 1828—1829 годов принимали участие в бомбардировке Варны, после чего ушли в Сизополь, где участвовали в бомбардировке крепости и высадке десантов. До окончания войны все три находились в Сизополе, а затем перешли в Одессу. По окончании службы были разобраны. | [ 35 ] [ 36 ] [ 37 ] |
| Барсук      | 3                                                        | 22,9 х 5,2                                               | 1,6                                                      | Николаевское адмиралтейство                                                         | А. К. Каверзнев                                                                     | 1828      | 1837 | Во время русско-турецкой войны 1828—1829 годов принимали участие в бомбардировке Варны, после чего ушли в Сизополь, где участвовали в бомбардировке крепости и высадке десантов. До окончания войны все три находились в Сизополе, а затем перешли в Одессу. По окончании службы были разобраны. | [ 35 ] [ 36 ] [ 37 ] |
| Тарантул    | 3                                                        | 22,9 х 5,2                                               | 1,6                                                      | Николаевское адмиралтейство                                                         | А. К. Каверзнев                                                                     | 1828      | 1833 | Во время русско-турецкой войны 1828—1829 годов принимали участие в бомбардировке Варны, после чего ушли в Сизополь, где участвовали в бомбардировке крепости и высадке десантов. До окончания войны все три находились в Сизополе, а затем перешли в Одессу. По окончании службы были разобраны. | [ 35 ] [ 36 ] [ 37 ] |
| 5 лодок     | 3/7                                                      | 24,5 х 5,5                                               | 1,8                                                      | Николаевское адмиралтейство                                                         | Г. В. Афанасьев, В. Апостоли                                                        | 1841      | 1852 | Сведений о плаваниях канонерских лодок не сохранилось. | [ 37 ] [ 21 ] [ 38 ] |
| 10 лодок    | 3/7                                                      | 24,5 х 5,3                                               | н/д                                                      | Николаевское адмиралтейство                                                         | С. И. Чернявский                                                                    | 1846      | 1859 | Принимали участие в Крымской войне. По окончании службы были разобраны. | [ 37 ] [ 21 ] [ 38 ] |
| 5 лодок     | 3/7                                                      | 24,5 х 5,5                                               | 1,8                                                      | Николаевское адмиралтейство                                                         | С. И. Чернявский                                                                    | 1850      | 1859 | Принимали участие в Крымской войне. По окончании службы были проданы на слом. | [ 37 ] [ 21 ] [ 38 ] |
| 5 лодок     | 3/7                                                      | 24,5 х 5,5                                               | 1,8                                                      | Николаевское адмиралтейство                                                         | С. И. Чернявский                                                                    | 1851      | 1859 | Принимали участие в Крымской войне. По окончании службы были проданы на слом. | [ 37 ] [ 21 ] [ 38 ] |
| 7 лодок     | 3/7                                                      | 24,5 х 5,3                                               | н/д                                                      | Николаевское адмиралтейство                                                         | С. И. Чернявский                                                                    | 1852      | 1859 | Принимали участие в Крымской войне. По окончании службы были разобраны. | [ 37 ] [ 21 ] [ 38 ] |
| 10 лодок    | 3                                                        | 24,4 х 5,5                                               | н/д                                                      | Николаевское адмиралтейство                                                         | Александров                                                                         | 1854      | 1868 | Во время Крымской войны принимали участие в обороне Николаева. По окончании службы были переданы херсонскому земству. | [ 35 ] [ 37 ] [ 26 ] |

32 канонерские лодки, построенные с 1841 по 1852 год в 1853 году входили в состав Дунайской флотилии и получили номера от 1 до 32.

## Список лодок Беломорской флотилии
В разделе приведены все канонерские лодки, входившие в состав Беломорской флотилии России. Сведений о количестве вёсел, численности экипажей и корабельных мастерах, построивших эти лодки, не сохранилось.
| Название | Ор.                                                      | Размер                                                   | Ос.                                                      | Верфь               | Вх.  | Вых. | История службы | Прим.                |
| -------- | -------------------------------------------------------- | -------------------------------------------------------- | -------------------------------------------------------- | ------------------- | ---- | ---- | --- | -------------------- |
| 6 лодок  | 2                                                        | 18,3 х 4,6                                               | 0,9                                                      | Быковская верфь     | 1790 | 1801 | Сведений о плаваниях канонерских лодок не сохранилось. По окончании службы были разобраны.                                                                                        | [ 39 ] [ 40 ] [ 41 ] |
| 2 лодки  | Сведений о конструкции канонерских лодок не сохранилось. | Сведений о конструкции канонерских лодок не сохранилось. | Сведений о конструкции канонерских лодок не сохранилось. | Соломбальская верфь | 1801 | 1808 | Во время англо-русской войны 1807—1812 годов принимали участие в обороне Архангельска. По окончании службы в качестве канонерских лодок были переоборудованы в транспортные суда. | [ 11 ] [ 40 ] [ 41 ] |
| 4 лодки  | Сведений о конструкции канонерских лодок не сохранилось. | Сведений о конструкции канонерских лодок не сохранилось. | Сведений о конструкции канонерских лодок не сохранилось. | Соломбальская верфь | 1801 | 1814 | Во время англо-русской войны 1807—1812 годов принимали участие в обороне Архангельска. По окончании службы были разобраны.                                                        | [ 11 ] [ 40 ] [ 41 ] |

## Прочие лодки
Помимо приведённых в таблицах судов Балтийского и Черноморского флотов в книге Ф. Ф. Веселаго «Список русских военных судов с 1668 по 1860 год» есть упоминание о трофейных канонерских лодках:
- «Л'Эсперанс», захваченной соединённым русско-турецким флотом у французов в 1799 году в районе Корфу. Однако сведений о конструкции этого судна, дальнейшей его судьбе, как и данных о включении в состав российского флота не сохранилось[42].
- «Battaglia di Marengo», захваченной у французов в 1806 году фрегатами Автроил и Венус и подаренной позже Далматинам[43].

### Комментарии
1. ↑  Одна 18-фунтовая пушка, одна 12-фунтовая пушка и шесть 3-фунтовых фальконетов.
2. ↑  В том числе 60 гребцов.
3. ↑  Одна 24-фунтовая пушка.
4. ↑  В том числе 40 гребцов.
5. ↑  Одна 16-фунтовая пушка.
6. ↑  18-фунтовые пушки.
7. ↑  Одна 24-фунтовая пушка, одна 18-фунтовая пушка и 4 фальконета.
8. ↑  Одна 24-фунтовая пушка, одна 18-фунтовая пушка и 4 фальконета, на некоторых лодках впоследствии устанавливались только одна 18-фунтовая и одна 12-фунтовая пушки.
9. ↑  24-фунтовые пушки.
10. ↑  На лодки устанавливалась одна 24-фунтовая или одна 12-фунтовая пушка.
11. ↑  Одна 24-фунтовая пушка, одна 18-фунтовая пушка и 4 фальконета.
12. ↑  По другим данным в 1827 году.
13. 1 2  24-фунтовые короткие пушки.
14. 1 2 3  По чертежам контр-адмирала И. И. фон Шанца.
15. ↑  Построены на пожертвования купца Громова.
16. 1 2 3 4 5 6 7 8 9 10 11 12 13 14 15 16 17 18 19 20 21 22 23 24 25 26 27 28 29 30  30 канонерских лодок, построенных по проекту вице-адмирала А. С. Грейга, тип «Дерзкая».
17. ↑  24-фунтовые пушки.
18. ↑  Три 24-фунтовые пушки и четыре 3-фунтовых фальконета.
19. ↑  По другим данным проданы на слом.